# Schenkia sylvatica
Schenkia sylvatica là một loài tò vò trong họ Ichneumonidae.